# ترور ری
تِـرِور رِی (انگلیسی: Trevor Ray؛ درگذشته در ۲۴ دسامبر ۲۰۱۹) بازیگر، فیلم‌نامه‌نویس و تهیه‌کننده تلویزیونی اهل بریتانیا بود.
از فیلم‌ها یا مجموعه‌های تلویزیونی که وی در آن‌ها نقش داشته‌است، می‌توان به سایه طناب دار، دوریت کوچک و دکتر هو اشاره نمود.